# Zyprischer Fußballpokal 2023/24
Der Zyprische Fußballpokal 2023/24 war die 82. Austragung des zyprischen Pokalwettbewerbs. Er wurde vom zyprischen Fußballverband ausgetragen. Titelverteidiger war Omonia Nikosia. Der Sieger erhielt einen Startplatz in der UEFA Conference League 2024/25.

## Modus
Außer dem Halbfinale wurden die Begegnungen in einem Spiel ausgetragen. Bei unentschiedenem Ausgang gab es eine Verlängerung von zweimal 15 Minuten und gegebenenfalls ein Elfmeterschießen. Die Begegnungen im Halbfinale wurden in Hin- und Rückspiel ausgetragen. Bei Torgleichheit in beiden Spielen wurde im Anschluss an das Rückspiel eine Verlängerung von 2 mal 15 Minuten gespielt und falls erforderlich ein Elfmeterschießen durchgeführt.

## Teilnehmer
Es nahmen nur Mannschaften der ersten beiden Ligen teil.
| First Division (14) | First Division (14) | Second Division (12) | Second Division (12)                                                                                                |
| --- | --- | --- | --- |
| - AEK Larnaka - AEL Limassol 1 - Anorthosis Famagusta - APOEL Nikosia - Apollon Limassol - Aris Limassol 1 - Doxa Katokopia | - Ethnikos Achnas - Karmiotissa FC - Nea Salamis Famagusta - Omonia Nikosia 1 - Othellos Athienou - Paphos FC 1 - AEZ Zakakiou | - PO Achyronas-Onisilos - AO Agia Napa - Akritas Chlorakas - Enosis Neon Paralimni - Digenis Akritas Morphou - Krasava ENY Ypsonas FC 1 | - PAEEK Kyrenia 1 - Omonia Aradippou - Omonia 29is Maiou - Olympiakos Nikosia - Peyia 2014 - ENAD Polis Chrysochous |

## 1. Runde
In dieser Runde traten 10 Teams der Second Division und 10 Teams der First Division aufeinander.
| Datum      |                       | Ergebnis |                         |
| ---------- | --------------------- | -------- | ----------------------- |
| 25.10.2023 | APOEL Nikosia         | 2:0      | Peyia 2014              |
| 25.10.2023 | Olympiakos Nikosia    | 4:1      | Karmiotissa FC          |
| 01.11.2023 | AEK Larnaka           | 3:2      | PO Achyronas-Onisilos   |
| 08.11.2023 | Akritas Chlorakas     | 3:4      | AEZ Zakakiou            |
| 08.11.2023 | Doxa Katokopia        | 0:1      | Omonia 29is Maiou       |
| 08.11.2023 | Nea Salamis Famagusta | 6:0      | Enosis Neon Paralimni   |
| 06.12.2023 | Omonia Aradippou      | 0:2      | Ethnikos Achnas         |
| 13.12.2023 | Anorthosis Famagusta  | 3:1      | ENAD Polis Chrysochous  |
| 13.12.2023 | AO Agia Napa          | 0:6      | Apollon Limassol        |
| 13.12.2023 | Othellos Athienou     | 4:1      | Digenis Akritas Morphou |

## 2. Runde
Teilnehmer: Die zehn Sieger der 1. Runde und die sechs Vereine mit Freilos in der 1. Runde.
| Datum      |                       | Ergebnis |                        |
| ---------- | --------------------- | -------- | ---------------------- |
| 16.01.2024 | Omonia 29is Maiou     | 0:2      | Anorthosis Famagusta   |
| 17.01.2024 | AEK Larnaka           | 4:2      | Othellos Athienou      |
| 18.01.2024 | AEZ Zakakiou          | 4:2      | PAEEK Kyrenia          |
| 18.01.2024 | Olympiakos Nikosia    | 0:2      | Paphos FC              |
| 18.01.2024 | Omonia Nikosia        | 4:2      | Krasava ENY Ypsonas FC |
| 25.01.2024 | Ethnikos Achnas       | 1:2      | Aris Limassol          |
| 16.01.2024 | Nea Salamis Famagusta | 2 3:0 2  | APOEL Nikosia          |
| 21.02.2024 | Apollon Limassol      | 3:1      | AEL Limassol           |

## Viertelfinale
| Datum      |                       | Ergebnis |               |
| ---------- | --------------------- | -------- | ------------- |
| 28.02.2024 | Nea Salamis Famagusta | 0:5      | Paphos FC     |
| 28.02.2024 | Omonia Nikosia        | 3:1      | AEZ Zakakiou  |
| 29.02.2024 | Anorthosis Famagusta  | 2:3      | Aris Limassol |
| 29.02.2024 | Apollon Limassol      | 2:1      | AEK Larnaka   |

## Halbfinale
| Datum             |               | Gesamt |                  | Hinspiel | Rückspiel |
| ----------------- | ------------- | ------ | ---------------- | -------- | --------- |
| 10.04./17.04.2024 | Paphos FC     | 3:2    | Apollon Limassol | 2:1      | 1:1       |
| 10.04./17.04.2024 | Aris Limassol | 0:3    | Omonia Nikosia   | 0:3      | 0:0       |

## Finale
| Paarung        | Omonia Nikosia – Paphos FC |
| Ergebnis       | 0:3 (0:3) |
| Datum          | 18. Mai 2024 |
| Stadion        | GSP-Stadion, Nikosia |
| Schiedsrichter | Srđan Jovanović |
| Tore           | 0:1 Muamer Tanković (8., Handelfmeter) 0:2 Vlad Dragomir (36.) 0:3 Pêpê Rodrigues (40.) |
| Omonia Nikosia | Francis Uzoho – Nemanja Miletić, Senou Coulibaly, Nikolas Panagiotou (60. Adam Matthews), Amine Khammas (84. Mariusz Stepinski) – Fouad Bachirou (84. Jan Lecjaks), Ioannis Kousoulos , Charalampos Charalampous (61. Dusan Bakić) – Veljko Simić, Andronikos Kakoullis (68. Saidou Alioum), Willy Semedo Cheftrainer: Giannis Anastasiou ( Griechenland) |
| Paphos FC      | Ivica Ivušić – Adrian Rus, David Goldar, Josef Kvida, Petar Bočkaj – Mustapha Name, Pêpê Rodrigues (89. Onni Valakari) – Muamer Tanković (89. Marios Dimitriou), Vlad Dragomir, Jajá – Jairo (75. Anthony Contreras) Cheftrainer: Juan Carlos Carcedo ( Spanien)                                                                                          |
| Gelbe Karten   | keine – Jairo (76.), Marios Dimitriou (90.+2') |
| Platzverweise  | Senou Coulibaly (86.) – keine |